# 桂宮邸跡
桂宮邸跡（かつらのみやていあと）は、京都府京都府上京区京都御苑に位置する桂宮家の邸宅跡及び史跡である。2022年5月20日に公開された。

## 概要
旧桂宮邸（1847年建築）の建造物は幕末には孝明天皇の仮皇居となっていた。また、和宮親子内親王も徳川幕府第14代将軍徳川家茂に降嫁するまで居住し本邸から江戸に嫁いでいる。
遺構としては、邸宅の薬医門である勅使門と表門と築地塀が遺る。御殿は1893年（明治26年）から1894年（明治27年）にかけて離宮時代の元離宮二条城へ移築。庭園は幕末に孝明天皇が桂宮家を仮皇居とした際に造園された庭園が今に遺っている。

## 仮御所として
孝明天皇と皇子祐宮睦仁親王（のちの明治天皇）は、1854年（嘉永7年）4月6日から1855年（安政2年）までの間、京都御所が火災で焼失し、仮皇居として聖護院門跡で一時過ごした後に桂宮邸を使用した。

## 和宮降嫁のための仮御殿として
1861年（文久元年）10月、和宮親子内親王は徳川家茂に降嫁するまでの1年8ヵ月居住し、本邸から江戸に嫁いでいる。